# Òxatres (germà de Darios III)
Òxatres (en llatí Oxathres, en grec antic Ὀξάθρης Oxáthres) fou un príncep persa, germà de Darios III de Pèrsia Codomà, l'últim rei aquemènida de l'Imperi Persa.
Es va distingir per la seva valentia a la guerra i a la batalla d'Issos el 333 aC va prendre part destacada en el combat en defensa del rei quan era atacat per la cavalleria macedònia dirigida pel mateix Alexandre el Gran, segons explica Diodor de Sicília.
Després va acompanyar a Darios en la seva fugida cap a Bactriana i va ser capturat durant la persecució, però Alexandre el va tractar correctament i li va donar un càrrec a la seva cort. Més endavant Alexandre li va donar l'encàrrec de castigar els assassins de Darios III i especialment a Bessos de Bactriana.
Va ser el pare de la reina Amastris, més tard senyora d'Heraclea del Pont.